# Peter Hedges
Peter Hedges, född 6 juli 1962 i West Des Moines i Iowa, är en amerikansk författare och regissör. Hedges är mest känd för att ha skrivit manuset till Gilbert Grape, en film där hans egen roman Varför deppar Gilbert Grape? låg som förlaga.

## Filmografi
- Gilbert Grape (1993)
- A Map of the World (1999)
- Om en pojke (2002)
- Pieces of April (2003)
- Min brors flickvän (2007)